# Свадьба кронпринцессы Виктории и Даниэля Вестлинга
Королевская свадьба между кронпринцессой Швеции Викторией и Даниэлем Вестлингом, которая состоялась 19 июня 2010 года в Стокгольмском соборе. Она была названа «крупнейшей королевской свадьбой Европы с времён свадьбы принца Уэльского, который сочетался браком с леди Дианой Спенсер в 1981 году». После заключения брака Даниэль Вестлинг именуется Его Королевское Высочество принц Даниэль, герцог Вестерготландский.

## Предыстория
Даниэль Вестлинг был личным фитнес-тренером Виктории. В июле 2002 года, принцесса и он были впервые сфотографированы целующимися на дне рождения Кэролайн Крюгер, близкой подруги Виктории. Помолвка Виктории и Вестлинга состоялась 24 февраля 2009 года. Бракосочетание было назначено на 19 июня 2010 года — 34-ю годовщину брака родителей принцессы. В 2010 году также отмечалось двухсотлетие выбора Жана Батиста Жюля Бернадотта наследником шведского престола.

## Подготовка и финансы
17 сентября 2009 года было объявлено, что 12,4 млн шведских крон будет потрачено на ремонт и реставрацию Стокгольмского собора в течение января-апреля 2010 года. На саму свадьбу было потрачено около 20 миллионов крон (2,5 миллиона долларов). Сумма была поделена поровну между шведской королевской семьёй и правительством Швеции и налогоплательщиками. Эти расходы в условиях экономического кризиса вызвали у шведов протесты. В Facebook возникли ряд сообществ: «Откажемся оплачивать свадьбу Виктории», насчитывающее уже 56 000 сторонников; «Если я должен оплатить праздник Вики, пускай она, черт возьми, меня пригласит» еще 2000 шведов.

## Мероприятия

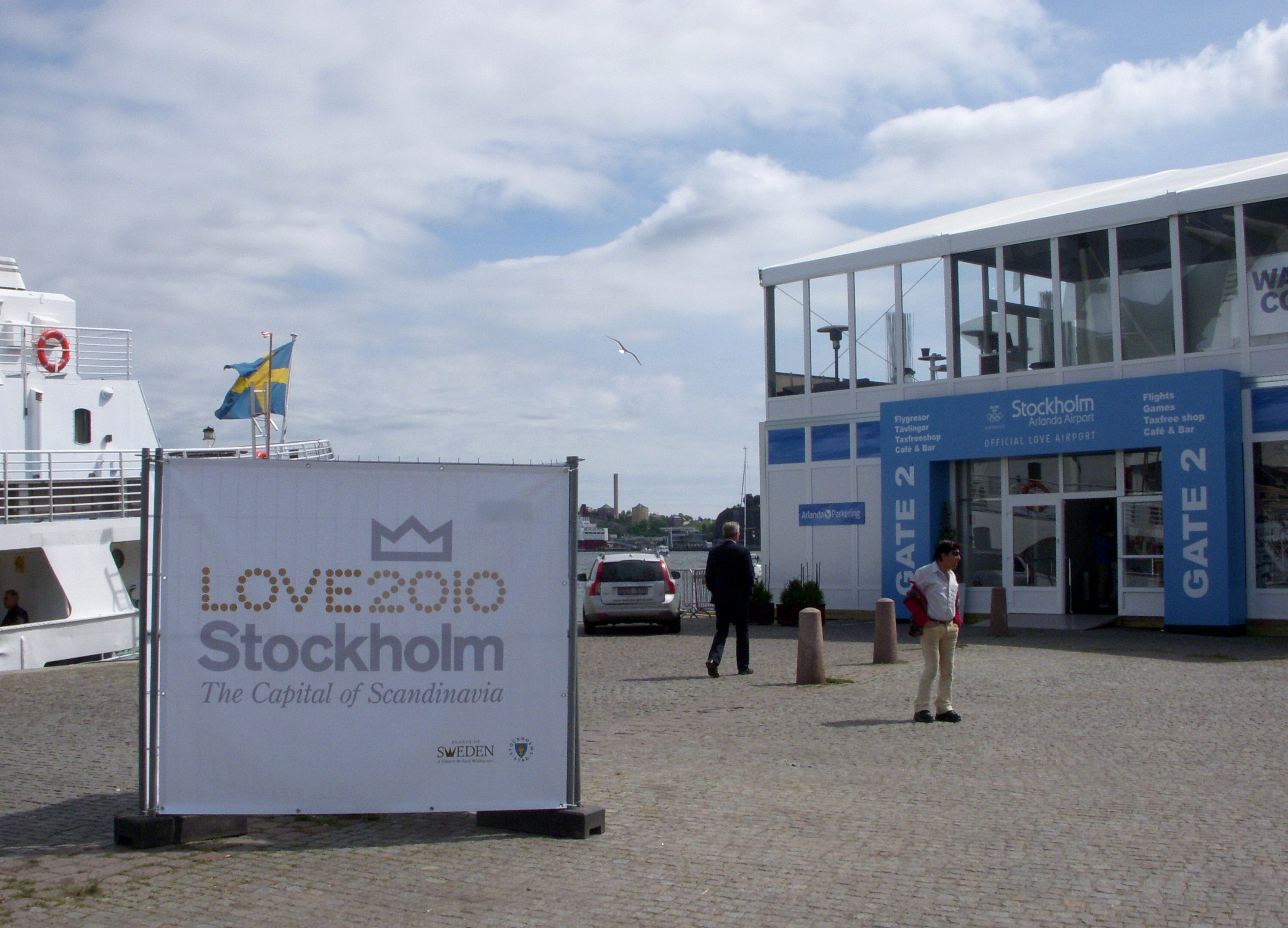
знак фестиваля «Любовь в Стокгольме»

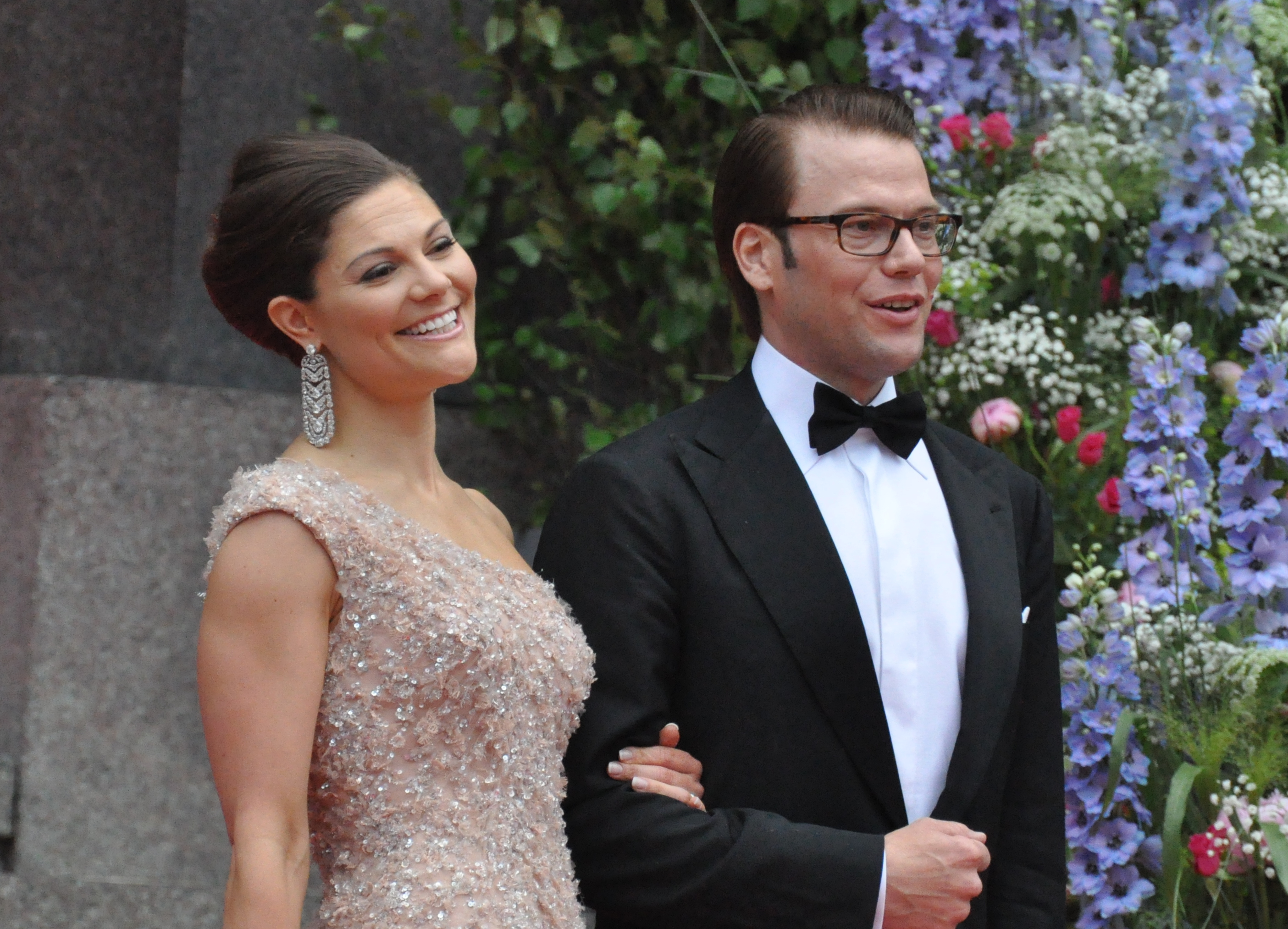

24 ноября 2009 года было принято решение о том, что в дни между Национальным днём Швеции и днём свадьбы 19 июня будет проходить фестиваль «Любовь в Стокгольме». В ходе мероприятия особое внимание будет уделено культуре, искусству, музыке, истории.
17 июня состоялся праздничный обед во дворце Дроттнингхольм, а 18 июня — правительственный прием в здании Риксдага.
Также 18 июня Кронпринцесса Виктория и Даниэль Вестлинг посетили концерт с участием звёзд шведской поп- и классической музыки, устроенный в их честь в концертном зале Стокгольма. Известная шведская группы Roxette воссоединилась на сцене, чтобы исполнить свой хит «The Look».
19 мая в музее Livrustkammaren в королевском дворце Стокгольма открылась выставка под названием «Свадьба во имя короля и отечества», посвященная истории бракосочетаний королей и приуроченная к свадьбе принцессы.
Шведская королевская почта выпустила к свадьбе серию из трёх марок номиналом 6 крон.
Компания Mattel выпустила известную куклу Барби в образе принцессы Виктории в свадебном платье и короне в серии «Сильные современные женщины». К игрушке прилагается трон.

## Свадебная служба
Свадебная церемония началась в 15:30 по местному времени в Стокгольмском соборе и длилась час. На ней присутствовали около 1100 гостей.
Служба была проведена Андерсем Вейрюдом, архиепископом Упсальским. Среди четырёх священнослужителей была и женщина-епископ Антье Якелен.
Виктория была одета в белое свадебное платье с пятиметровым шлейфом. На кронпринцессе была та же диадема, в которой венчалась её мать, королева Сильвия, и фата, в которой уже 150 лет выходят замуж шведские принцессы.

## Дискуссии о передаче невесты
Кронпринцесса Виктория выразила желание, чтобы к алтарю её сопровождал отец. Но против этой традиции выступили многие феминистические организации и даже священники. Они посчитали, что передача невесты жениху показывает её подчинение мужчине (сначала — отцу, потом — мужу). Королевская семья была вынуждена пойти на уступки: король Карл XVI Густав сопровождал дочь лишь до середины церкви, где её встретил жених.

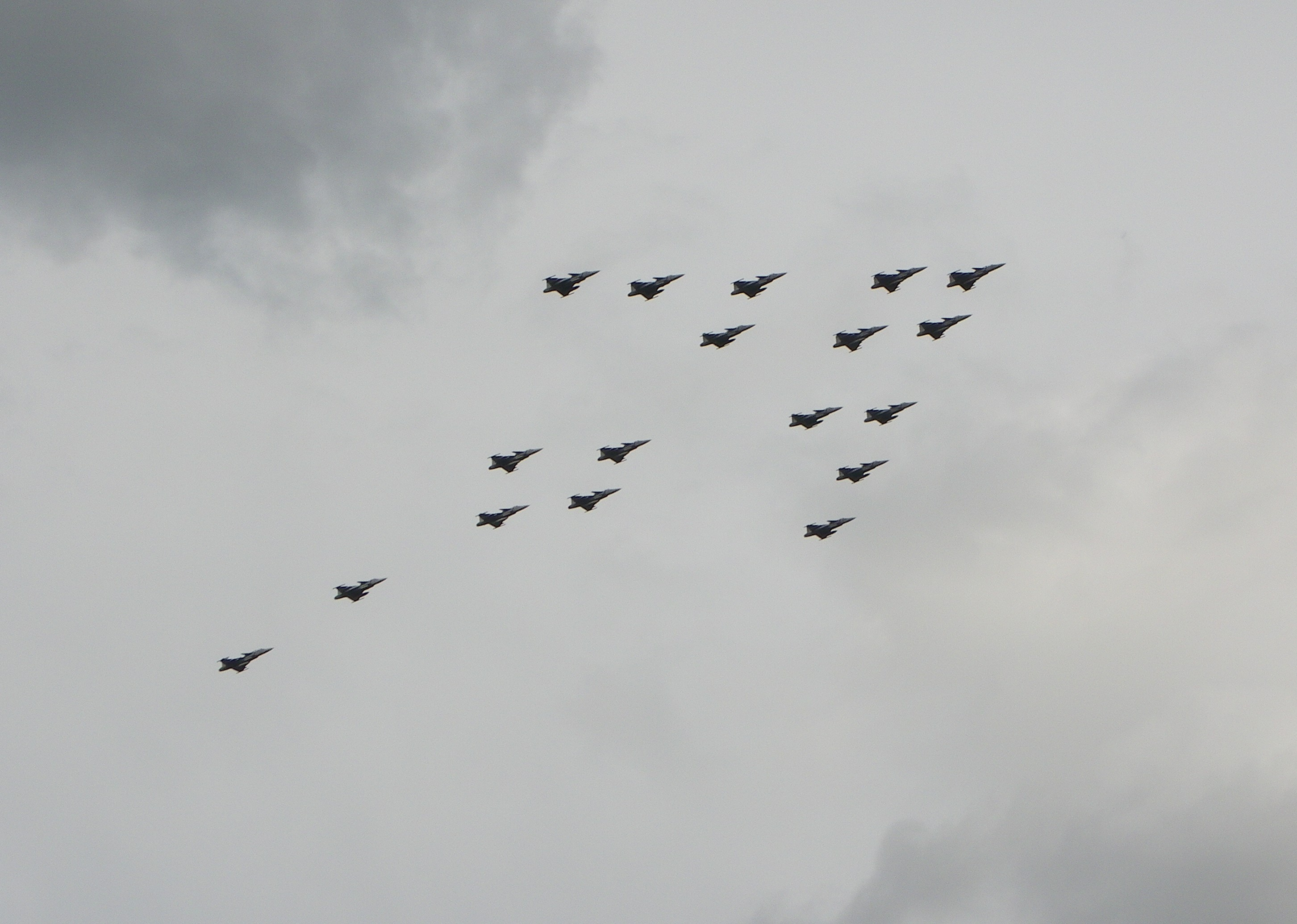
самолеты JAS 39 Gripen пролетели над Стокгольмом

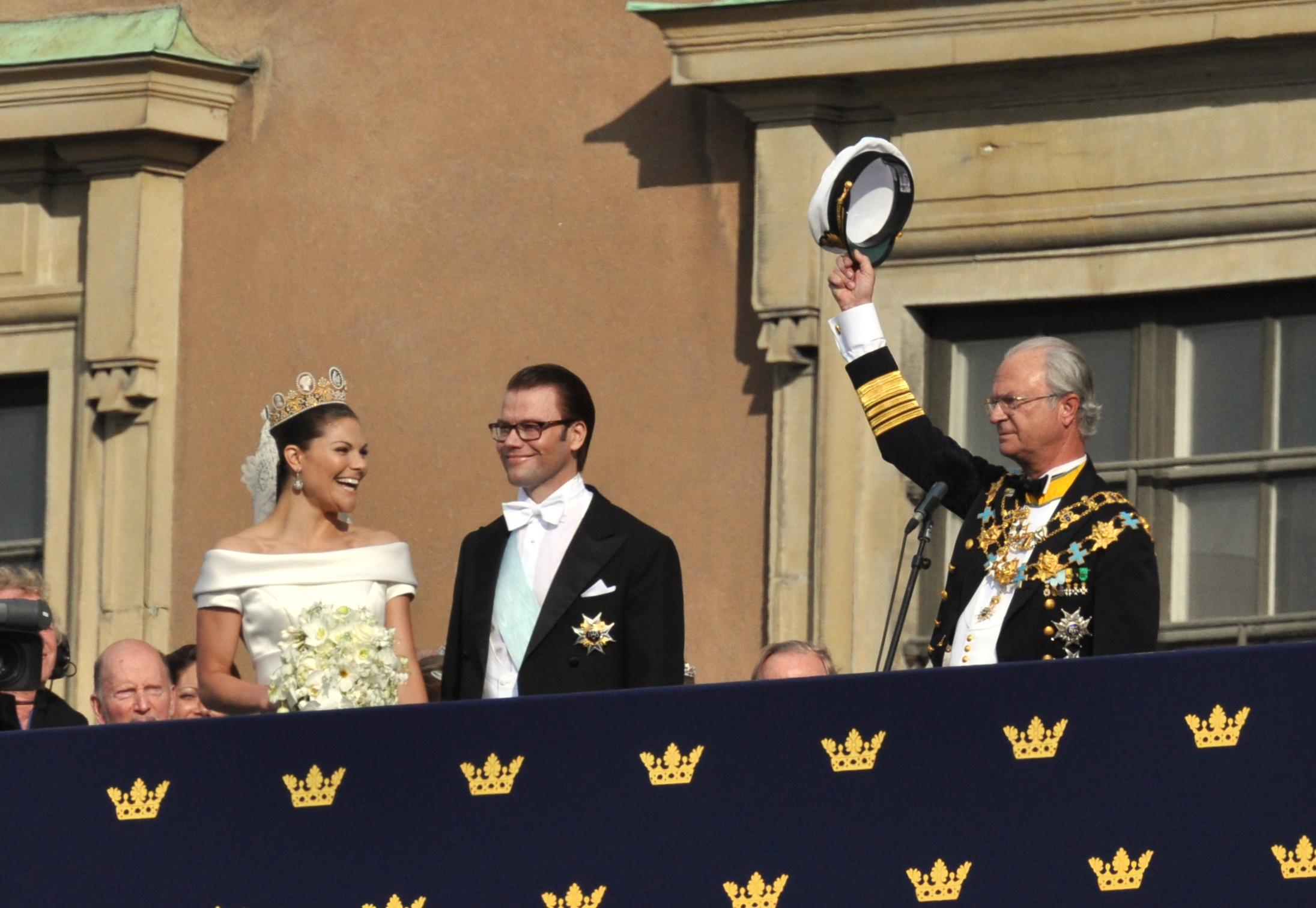

После церемонии Виктория и Даниэль прошли под скрещенными саблями офицеров шведского флота.
Молодожёны проехали по улицам Стокгольма в открытой карете. На их пути прошли двадцать музыкальных групп, 19 из которых были военными оркестрами. Над каретой пролетели 18 самолётов JAS 39 Gripen BBC Швеции. Викторию и Даниэля приветствовали около 250 тысяч человек, собравшихся в центре города. Затем на королевской яхте, на которой 34 года назад плыли король Карл XVI Густав и королева Сильвия, они переправились на остров посреди озера Мэларен.
Вечером во дворце Дроттнингхольм состоялся праздничный ужин.
Свадьба Виктории и Даниэля была крупнейшим событием, когда-либо транслировавшимся на телевидении в прямом эфире (по сообщениям Sveriges Television). Однако три крупнейших информагентства France Presse, Associated Press и Reuters отказались сообщать о свадьбе кронпринцессы. Это связано с тем, что королевская семья наложила запрет на передачу видео за пределы Швеции. Подобные ограничения агентства посчитали ущемлением свободы прессы.

## Гости

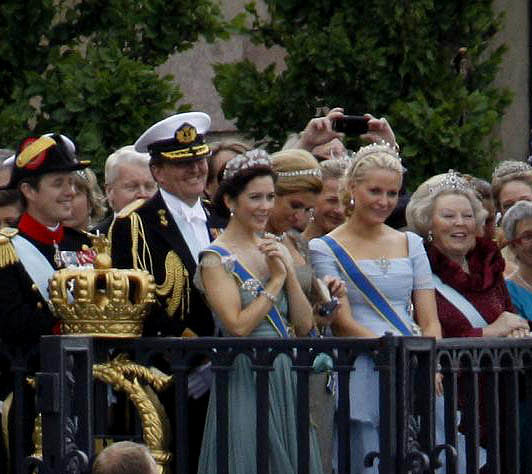
Некоторые королевские гости

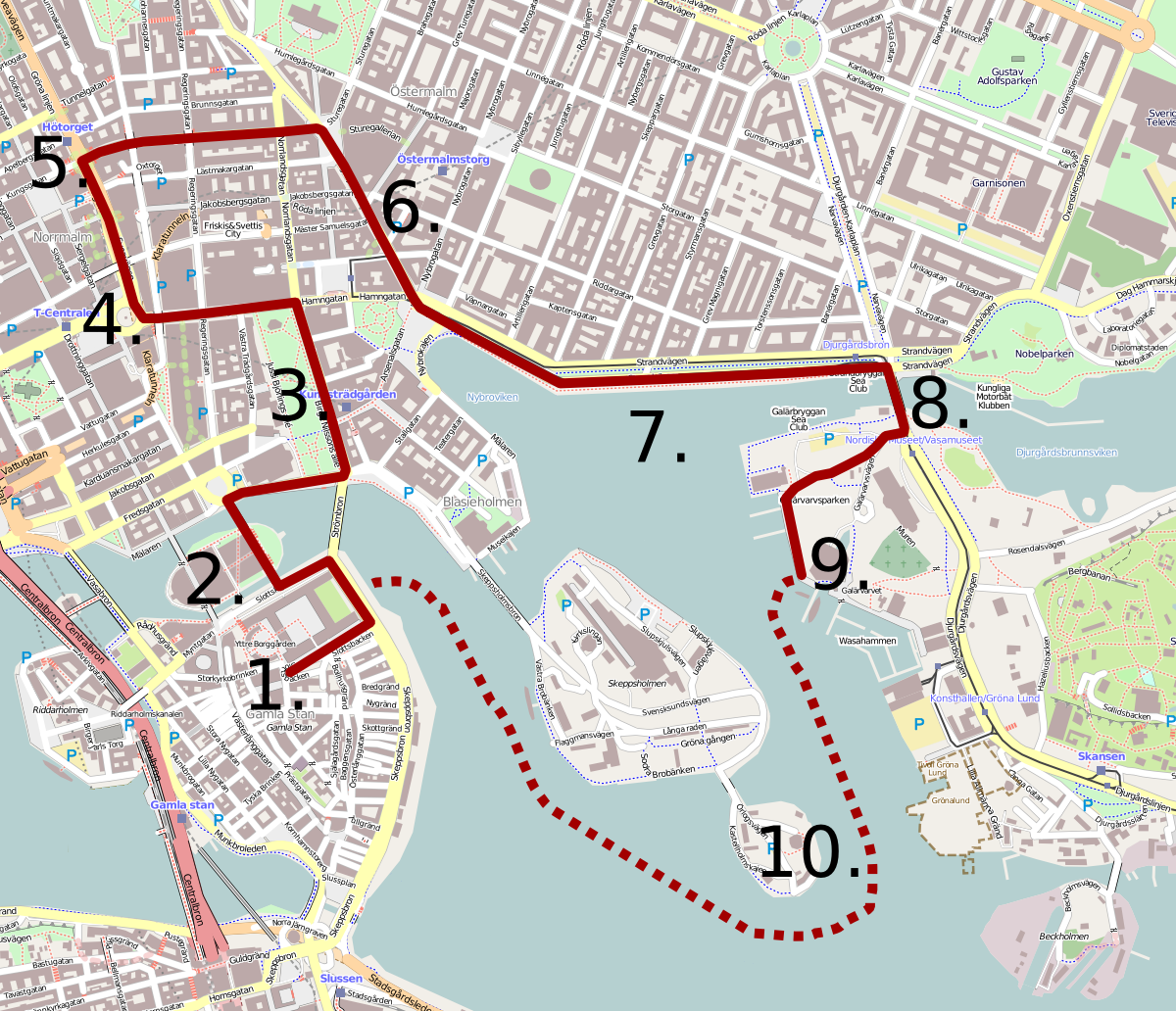
Подробная карта свадебных процессий, проходящих в Стокгольме. 1: Церковь Святого Николая, 2: Хельгеандсхольмен, 3: Кунгстрэдгорден, 4: Sergels torg, 5: Стокгольмский концертный зал, 6: Биргер Ярлсгатан, 7: Strandvägen, 8: Djurgårdsbron, 9: Музей Ваза, 10: Кастельхольмен.

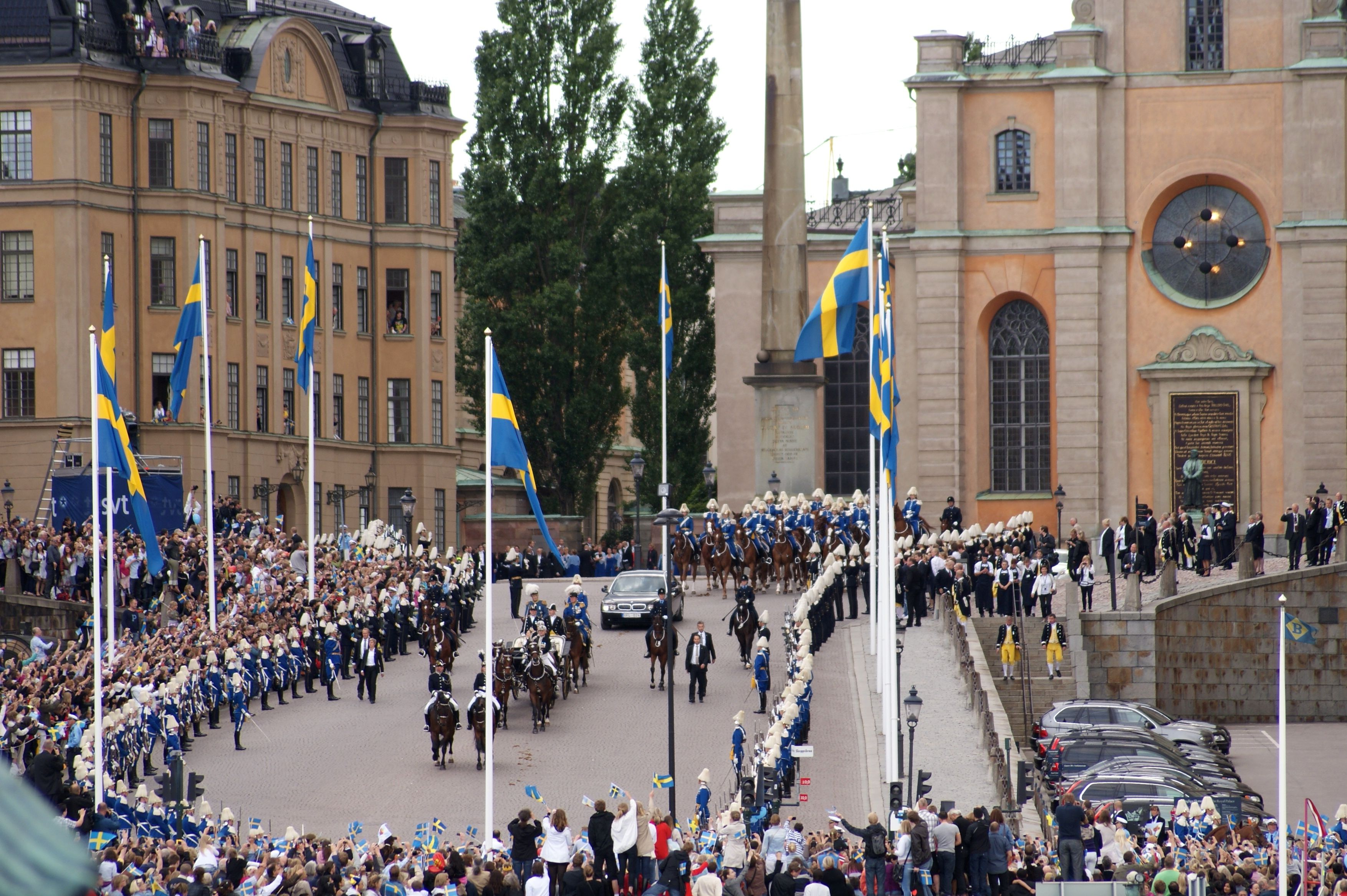
Свадебная карета среди большой толпы людей на Slottsbacken

На церемонии присутствовал ряд известных гостей — представителей королевских домов Европы, Азии и Ближнего Востока и глав государств:
- Их Королевские Высочества принц Баварии Мануэль и принцесса Анна
- Их Величества король Бельгии Альберт II и королева Паола Руффо ди Калабриа
  - Их Величества герцог Брабантский Филипп и герцогиня Матильда
  - Их Королевские Высочества принцесса Астрид Бельгийская и эрцгерцог Лоренц Австрийский-Эсте
  - Их Королевские Величества принц Лоран Бельгийский и принцесса Клэр
- Их Величества царь Болгарии Симеон II и царица Маргарита Гомес-Асебо[23]
  - Их Царские Высочества принц и принцесса Преславские
- Её Величество королева Дании Маргрете II и Его Королевское Высочество принц-консорт Датский Хенрик
  - Их Королевские Высочества кронпринц Датский Фредерик и кронпринцесса Мэри
    - Его Королевское Высочество принц Датский Кристиан
- Его Высочество 6-й принц Сайн-Витгенштейн-Берлебургский Рихард и Её Королевское Высочество принцесса Датская и Сайн-Витгенштейн-Берлебургская Бенедикта
  - Его Светлейшее Высочество наследный принц Сайн-Витгенштейн-Берлебургский Густав и мисс Карина Аксельссон
  - Их Светлейшие Высочества Александра Сайн-Витгенштей-Берлебург и Джефферсон, граф Пфайл и Кляйн-Элльгут
  - Её Светлейшее Высочество принцесса Сайн-Витгенштейн-Берлебургская Натали
- Её Превосходительство Президент Финляндской Республики Тарья Халонен с супругом г-ном Пентти Араярви
- Их Величества король Греции в изгнании Константин II и королева Анна-Мария Датская[23]
  - Её Королевское Высочество принцесса Греции и Дании Алексия
  - Его Королевское Высочество принц Греции и Дании Николай
  - Его Королевское Высочество принц Греции и Дании Филипп
- Его Превосходительство Президент Исландии Оулавюр Рагнар Гримссон с супругой г-жой Доррит Муссайефф
- Его Императорское Высочество наследный принц Японии Нарухито
- Их Величества король Иордании Абдалла II и королева Рания Аль-Абдулла
  - Их Королевские Высочества принц Иордании Али бин аль-Хусейн и принцесса Рим аль-Али
  - Их Королевские Высочества принц Иордании Хасан ибн Талал и принцесса Сарват Эль Хасан
  - Его Королевское Высочество принц Иордании Рашид бин Хасан
- Её Императорское Величество Фарах Пехлеви, вдовствующая императрица Ирана в изгнании
- Их Светлейшие Высочества наследный принц Лихтенштейна Алоиз и наследная принцесса София
- Их Королевские Высочества Великий герцог Люксембурга Анри и Великая герцогиня Мария-Тереза
  - Его Королевское Высочество наследный Великий герцог Люксембурга Гийом
  - Его Королевское Высочество Феликс Люксембургский
- Его Светлость князь Монако Альбер II и его невеста Шарлин Уиттсток
- Её Величество королева Нидерландов Беатрикс
  - Их Королевские Высочества принц Оранский Виллем-Александр и принцесса Нидерландов Максима
    - Её Королевское Высочество принцесса Нидерландов Катарина-Амалия

  - Их Королевские Высочества принц Оранский-Нассау Константин и принцесса Нидерландов Лаурентин
  - Их Королевские Высочества граф Оранский-Нассау Фризо и принцесса Мэйбел
- Их Величества король Норвегии Харальд V и королева Соня
  - Их Королевские Высочества кронпринц Норвегии Хокон и кронпринцесса Метте-Марит
    - Её Королевское Высочество принцесса Норвегии Ингрид Александра

  - Её Высочество принцесса Норвегии Марта Луиза с супругом г-ном Ари Беном
- Их Королевские Высочества кронпринцесса Маргарита Румынская и кронпринц Раду Румынский
- Их Высочества наследный принц Саксен-Кобург-Готский Хубертус и наследная принцесса Саксен-Кобург-Готская
- Их Королевские Высочества наследный принц Югославии Александр и кронпринцесса Катарина
- Её Величество королева Испании София Греческая
  - Их Королевские Высочества принц Астурийский Фелипе и принцесса Летисия
  - Её Королевское Высочество инфанта Испании Елена, герцогиня де Луго
  - Её Королевское Высочество инфанта Испании Кристина, герцогиня Пальма-де-Майоркская, и Его Превосходительство Иньяки Урдангарин, герцог Пальма-де-Майоркский
- Их Королевские Высочества принц Эдвард, граф Уэссекс, и Софи, графиня Уэссекс, представляющие королеву Великобритании Елизавету II[22]

## Титул Даниэля Вестлинга

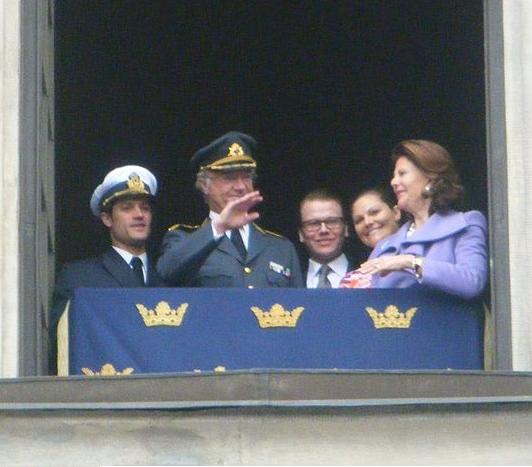
Даниэль Вестлинг и Виктория среди королевской семьи в апреле 2010

В 1980 году в Швеции был принят закон о первородстве наследника престола вне зависимости от его пола. Таким образом, в три года принцесса Виктория стала кронпринцессой, отодвинув своего младшего брата Карла Филиппа. Вестлинг стал первым начиная со Средних веков супругом шведской принцессы, получившим благодаря этому титул: все предыдущие мужья сами имели королевское происхождение.
20 февраля 2009 шведский королевской двор объявил, что после вступления в брак с принцессой Викторией, которая является герцогиней Вестерготландской (hertiginna av Västergötland), Вестлинг получит титулы «Принц Даниэль» и «Герцог Вестерготландский». Таким образом, его титул будет звучать Его Королевское Высочество принц Даниэль, герцог Вестерготландский

## Отношение шведов
Королевская свадьба вновь выявила недовольство ряда граждан существованием монархии в Швеции. Художница Нина Хеммингссон опубликовала серию карикатур Prinsessan & Gemålen. Либеральная газета «Dagens Nyheter» написала, что «предстоящая королевская свадьба — это удар по демократии, поскольку она (свадьба) еще раз напомнит народу, что главу шведского государства не выбирают, а им (главой) рождаются». В 2000 году идею отмены монархии поддерживало всего 12 % населения, сейчас — 28 %. Институт социологических исследований FSI провёл исследования для этой газеты, показавшее, что одобрительно к монархии сейчас относится 46 процентов шведов. Популярность королевской семьи составляет лишь 40 процентов (в 1996 году цифры составляли 70 процентов и 69 процентов соответственно).
При этом согласно данным другого исследования принцесса Виктория заслужила доверие 50 % опрошенных. А семеро из десяти шведов считают, что Даниэль справится со своей ролью, несмотря на некоролевское происхождение. Среди шведок эта цифра достигает 80 %. При этом жители Швеции не против, чтобы Карл XVI Густав уступил престол дочери уже в 2011 году.